# Electrónica molecular
La electrónica molecular, de igual modo conocida como moletrónica, es la rama de la ciencia encargada del estudio y aplicación de bloques de construcción moleculares para la fabricación de componentes electrónicos. Se acentúa el uso de moléculas orgánicas para esta tecnología.
Es un área interdisciplinaria en la cual se involucra la física, química, la ciencia de materiales, entre otras. La principal característica que une a estas ciencias es el uso de los bloques moleculares que permiten la elaboración de componentes electrónicos. Debido a la visión forjada en cuanto a la reducción de escalas ofrecida entre las propiedades de la electrónica molecular, la moletrónica ha generado expectativas altas.
La electrónica molecular proveerá los medios suficientes para sobrepasar a la Ley de Moore, y extenderla mucho más allá de los límites visibles dentro de los sistemas de circuitos integrados a escala pequeña de silicio.

## Historia
Los primeros trabajos registrados acerca de la transferencia de cargas eléctricas entre moléculas fueron realizados por Robert Mulliken y Albert Szent-Gyorgi en 1940, en su discusión del complejo de transferencia de carga “donante-aceptor”. Sin embargo, el primer dispositivo moletrónico no fue desarrollado hasta 1974, año en el que Ari Aviram y Mark Ratner ilustraron un rectificador (diodo) molecular teórico. En 1988, Aviram, describió una molécula capaz de actuar como un transistor de efecto campo (FET).
Más adelante, conceptos como los propuestos por Forrest Carter del Laboratorio de Investigación Naval de los Estados Unidos, incluían compuertas lógicas unimoleculares. Entre un amplio rango de ideas discutidas en su conferencia “Dispositivos para Electrónica Molecular” de 1988. Estos eran ideas teóricas, no construidas, sobre posibles aplicaciones que se les podían atribuir al campo de la moletrónica.

## La electrónica a escala molecular
La electrónica convencional (electrónica del silicio), desde sus orígenes en 1958, se ha caracterizado por trabajar con materiales en estado a granel. Fue entonces, que la periódica miniaturización en la elaboración, la complejidad y desempeño de los circuitos integrados iban creciendo de manera exponencial, que la ley de Moore se propuso. Y a partir de ahí, los componentes embebidos se han ido fabricando acorde a dicha ley. Los recientes avances en nanotecnología, y el descubrimiento de polímeros conductores y semiconductores (merecedor del premio Nobel de Química del año 2000), han permitido avances espectaculares en la materia.
Como se van reduciendo en tamaño las dimensiones de las estructuras de trabajo, la sensibilidad en la desviación incrementa, también. Hasta hoy, la gran mayoría de las técnicas empleadas en la fabricación de componentes electrónicos ha sido de Top-down(fotolitografía), mientras que los acercamientos Bottom-Up han ido ganando terreno poco a poco.
En la moletrónica, el material a granel es reemplazado por un sistema molecular. Es decir, en lugar de tomar un sustrato y llevarlo a un maquinado de grabado, los átomos son unidos mediante reacciones químicas en un laboratorio. Tomando en cuenta que las moléculas son las estructuras estables más pequeñas imaginables a la actualidad, la miniaturización en procesos es la meta máxima para los circuitos electrónicos.
La moletrónica es un área real y en desarrollo, pero de momento, su factibilidad es muy limitada. La moletrónica basa sus principios en materiales de la química orgánica, y éstos, en ocasiones, no son lo suficientemente estables para poder albergar o incorporarse debidamente a un sistema eléctrico complejo.

## Base teórica
La electrónica molecular opera dentro del rango cuántico, esto es, en dimensiones menores a los 100 nanómetros. Este tipo de escalamiento hace que los efectos cuánticos sean los que rijan las propiedades del material. Como un ejemplo tenemos al flujo de electrones, en donde componentes de electrónica convencional requieren el paso continuo de éstos para el ensanchamiento y apertura de canales; a diferencia de los sistemas moletrónicos, donde la transferencia de un solo electrón puede provocar una alteración significante en el sistema, ionizando la molécula y haciendo más difícil que otro más se transfiera (bloqueo de Coulomb).
La teoría de la electrónica molecular se basa en un sistema cuántico en condiciones de no-equilibrio (conducidas por voltaje). Cuando el régimen de sesgo en el voltaje es demasiado pequeño, el estado de no-equilibrio puede ignorarse; no así, cuando el sesgo de la señal es más alto, el cual requiere de un tratamiento más sofisticado, debido a que ya no existe un principio variacional.
Más, el conectado de moléculas para circuitos a mayor escala se ha mostrado un gran reto, y es un obstáculo mayúsculo para su comercialización.

## Ejemplos
En la moletrónica, los sistemas conjugados (alternaciones entre enlaces sencillos y dobles) son predominantes. La razón es para posibilitar el flujo libre de electrones a lo largo del sistema.

### Cables
Como su categoría lo dice, son materiales inactivos, cuyo único propósito es el de conectar distintas partes dentro del circuito. Los cables no están funcionalizados, y son repeticiones del mismo bloque de construcción. Como ejemplo de cables está el nanotubo de carbono, que aunque algo largo al lado de otras sugerencias, muestra propiedades electrónicas más prometedoras.

### Transistores
Los transistores de una sola molécula son diferentes, fundamentalmente, a los que están hechos en la electrónica de mayor escala. La compuerta en un FET convencional determina la conductancia entre los electrodos de fuente y de drenado controlando la densidad de carga entre ellos. Por otro lado, la compuerta de un transistor unimolecular controla la posibilidad de que un solo electrón salte dentro y fuera de la molécula modificando la energía del orbital molecular. Este efecto crea que el sistema actúe de manera casi binaria, o está encendido o se encuentra apagado.
Es la cuantización de la carga en los electrones la responsable por la diferencia tan marcada en su comportamiento. Debido a que se trata solamente con moléculas, es la transferencia de un solo electrón la que termina determinando si el sistema se inicia o apaga. Para que esto suceda, los orbitales moleculares en los electrodos no pueden estar muy integrados con los orbitales de la molécula-transistor. De no ser así, no se sabría si el electrón está en el electrodo o el transistor, y haría trabajar al transistor como un cable.
Un grupo popular de moléculas que pueden funcionar como material de canal para el semiconductor es el de los oligopolifenilenvinilenos (OPVs) y los fulerenos, que trabajan por medio del bloqueo de Coulomb cuando se colocan entre la fuente y el drenado.
El tamaño de las moléculas y la baja temperatura en que las medidas son tomadas, hace que los estados mecánicos cuánticos se encuentren bien definidos. Las propiedades mecánicas cuánticas pueden, entonces, ser ocupadas para aplicaciones con mayor propósito al de sólo transistores.

### Rectificadores
Los rectificadores moleculares (Aviram y Ratner), son mímicas de sus contrapartes a granel. Y tienen una construcción asimétrica para promover el paso del electrón por un lado, más evitarlo por el otro. Estas moléculas tienen un extremo donador de electrones (D), y un extremo aceptor de electrones (A), y el resultado es una corriente eléctrica que puede ser acarreada a lo largo de la molécula.

## Técnicas
Uno de los problemas principales que enfrenta la medición molecular es el de establecer un contacto eléctrico reproducible con una molécula sin crear corto circuito entre los electrones. De momento no existe una metodología que permita crear espacios lo suficientemente pequeños para contactar ambos lados de las moléculas probadas. Estrategias alternativas son puestas en uso.

### Espaciado molecular
Una manera de producir electrodos con un espaciado molecular entre ellos es rompiendo enlaces, donde un electrodo delgado es estirado hasta que se rompe. También está la electromigración, donde la corriente es conducida a través de un cable delgado que se derrite y los átomos emigran para producir la vacante. El alcance de la fotolitografía actual puede mejorarse con el grabado químico o la deposición metálica en el electrodo.
La manera más sencilla para efectuar medidas en algunas moléculas, posiblemente, es por medio de Microscopio de efecto túnel (STM), el cual contacta moléculas adheridas al otro extremo del substrato metálico.

### Anclaje
Tomando provecho de la alta afinidad del azufre hacia el oro, es posible anclar moléculas a los electrodos. En esta configuración se agrega al extremo de las moléculas átomos de azufre que emularán ser pinzas caimán conectándose a los electrodos de oro. Esta técnica no es específica, pues el anclaje termina adhiriendo las moléculas a cualquier superficie de oro. La resistencia del contacto es altamente dependiente de la geometría atómica alrededor del sitio de anclaje y compromete la reproducibilidad de la conexión. Los fulerenos se han mostrado como una alternativa viable, debido a que su conjugación π puede contactar más átomos que el azufre.

### Nanoelectrónica del carbono
La mayoría de la moléculas poliméricas alcanzan son aislantes eléctricos cuando exceden ciertos nanómetros. Aun así, el carbono natural (grafito) es conductor. Viéndolo de un punto de vista teórico, el grafeno es un semi-metal, una categoría que recae entre los metales y los semiconductores. Posee una estructura de capas, donde cada capa es de un átomo de grueso. Entre cada capa, las interacciones son lo suficientemente débiles que permiten escisión manual.
Los Buckminsterfullereno, descubiertos al cierre del siglo XX, son objetos grafíticos redondos hechos con el “número mágico” 60. Estos clústers de carbono caracterizado por el grupo de Richard Smalley, y después analizada su estructura por Harry Kroto, sugieren que la estructura tiene la exacta simetría de una pelota de fútbol soccer. Estos objetos rápidamente se catapultaron como bloques de construcción para la electrónica molecular.

## Obstáculos

### Artefactos encontrados
Cuando se trata de medir las características electrónicas de las moléculas, ocurren fenómenos artificiales que pueden ser difíciles de distinguir de un comportamiento molecular. Antes de ser descubiertos, este tipo de artefactos se encontraban caracterizados como propiedades pertinentes a las moléculas en cuestión.

### Comercialización
Una de las principales dificultades para la electrónica molecular es la de ser comercialmente explotada, pues no existen de momento técnicas que permitan la fabricación en masa de este tipo de tecnologías. También, se encuentra el hecho de que las temperaturas empleadas en la mayoría de las propuestas son a casi cero absoluto (0 K), lo que demanda el consumo de mucha energía.
Actualmente, se ha presentado una nueva técnica para la introducción de la electrónica molecular en el mercado. Ésta se basa en la hibridación entre los dispositivos electrónicos de silicio, y las propuestas de la moletrónica, de manera que el cliente pueda familiarizarse poco a poco con los principios que ofrece esta área. Las hibridaciones ya se encuentran en marcha, pues existen empresas que empiezan a investigar y realizar este tipo de pruebas.

## Aplicación y visión
Entre las distintas investigaciones hechas, y factibles aplicaciones para dispositivos creados con la electrónica molecular, podemos observar: Dispositivos como los diodos orgánicos emisores de luz (OLED por sus siglas en inglés), transistores orgánicos de efecto campo (OFET por sus siglas en inglés) o paneles solares orgánicos son ya conocidos en la industria. Interruptores quiral-ópticos dipolares hechos a base de quiropticeno, que almacenan la información de manera óptica.
Existen empresas que se han fundado con la electrónica molecular, casos como Molecular Electronics Corp (MEC), Nanosys, Inc., Nantero, ZettaCore, Coatue Corp., Molecular Nanosystems, y más. Así también, se encuentran en investigación y adaptación para sistemas híbridos entre la moletrónica y la electrónica convencional compañías transnacionales como HP, IBM, Motorola.
Aunque paulatino, la rama de la moletrónica está en desarrollo. El cofundador de Intel y creador de la Ley de Moore, Gordon Moore, ha dicho que la electrónica convencional se acerca a sus límites físicos. Con respecto a su postulación de la ley con su nombre, dice: “si extrapolamos las todas las curvas juntas… nos quedamos sin gas, haciendo esto, para el año 2017.” Quizás, estos límites que afronta ahora la electrónica del silicio se conviertan en una verdadera oportunidad para el crecimiento y desarrollo de la electrónica molecular.